# Delphine Cascarino
Delphine Cascarino (Saint-Priest, 5 februari 1997) is een voetbalspeelster uit Frankrijk. Ze speelt als aanvaller voor San Diego Wave FC in de NWSL.

## Clubcarrière
Cascarino begon met voetballen in haar geboorteplaats bij de lokale amateurverenigingen AS St. Priest en AS Manissieux St. Priest alvorens ze zich in 2009 in de jeugdopleiding van Olympique Lyon voegde. Cascarino debuteerde voor Lyon in de Division 1 Féminine in het seizoen 2014/15. Ze werd beloond met haar eerste profcontract in 2015. In januari 2017 eindigde Cascarino's seizoen vroegtijdig vanwege een knieblessure. Cascarino won driemaal de Champions League en driemaal het Franse landskampioenschap met Olympique Lyon. Op 7 mei 2021 verlengde Cascarino haar contract in Lyon tot aan het einde van het seizoen 2023/24.
Op 25 mei 2023 kondigde Lyon aan dat Cascarino maandenlang buitenspel stond vanwege een kruisbandblessure. Ze keerde in januari 2024 terug op het voetbalveld en hielp haar ploeg met drie doelpunten in de kwartfinale van de Champions League aan de finale van het toernooi.
Cascarino tekende op 24 juli 2024 een driejarig contract met de optie voor nog een jaar bij San Diego Wave FC actief in de NWSL. Ze maakte haar debuut voor de club door in te vallen op 24 augustus 2024 in een wedstrijd tegen Angel City FC. Op 15 september 2024 maakte Cascarino haar eerste doelpunt en gaf ze haar eerste assist in een 2-1 overwinning van San Diego op Utah Royals.
In het volgende seizoen begon Cascarino met een assist in de openingswedstrijd van het seizoen. Door haar optreden werd ze genomineerd voor de titel 'speelster van de week' in de NWSL. Ze won die week de prijs nog niet, maar wist later alsnog 'speelster van de week' te worden nadat ze een assist gaf en tweemaal tot scoren kwam in een 4-1 overwinning op Racing Louisville FC op 19 april 2025.

## Statistieken
| Seizoen | Club              | Land             | Competitie | Wedstrijden | Doelpunten |
| ------- | ----------------- | ---------------- | ---------- | ----------- | ---------- |
| 2014/15 | Olympique Lyon    | Frankrijk        | Division 1 | 2           | 0          |
| 2015/16 | Olympique Lyon    | Frankrijk        | Division 1 | 12          | 3          |
| 2016/17 | Olympique Lyon    | Frankrijk        | Division 1 | 6           | 0          |
| 2017/18 | Olympique Lyon    | Frankrijk        | Division 1 | 19          | 2          |
| 2018/19 | Olympique Lyon    | Frankrijk        | Division 1 | 18          | 3          |
| 2019/20 | Olympique Lyon    | Frankrijk        | Division 1 | 16          | 3          |
| 2020/21 | Olympique Lyon    | Frankrijk        | Division 1 | 21          | 2          |
| 2021/22 | Olympique Lyon    | Frankrijk        | Division 1 | 18          | 3          |
| 2022/23 | Olympique Lyon    | Frankrijk        | Division 1 | 17          | 4          |
| 2023/24 | Olympique Lyon    | Frankrijk        | Division 1 | 7           | 1          |
| 2024    | San Diego Wave FC | Verenigde Staten | NSWL       | 10          | 2          |
| 2025    | San Diego Wave FC | Verenigde Staten | NSWL       | 5           | 2          |
| Totaal  | Totaal            | Totaal           | Totaal     | 151         | 52         |

Laatste update: 24 april 2025

## Interlandcarrière
Cascarino maakte haar debuut voor het Franse nationale team in 2016 in een wedstrijd tegen Engelse nationale team. Ze maakte haar eerste interlanddoelpunt op 10 november 2018 in een 3-1 overwinning op Brazilië. In het volgende jaar werd Cascarino opgenomen in de Franse selectie voor op het WK 2019 in eigen land. Ze behaalde met haar land de kwartfinales waarin het werd uitgeschakeld tegen de latere wereldkampioen Verenigde Staten.
Op 30 mei 2022 werd Cascarino opgenomen in de Franse selectie voor op het EK 2022 in Engeland. Door haar kruisbandblessure miste Cascarino deelname aan het WK 2023 in Australië en Nieuw-Zeeland, maar een jaar later kon ze wel deelnemen aan de Olympische Zomerspelen 2024.

## Persoonlijk
Cascarino is de tweelingzus van voetbalster Estelle Cascarino. De zussen speelden samen bij Olympique Lyon totdat Estelle in 2016 naar Paris FC vertrok. Cascarino is geen familie van Tony Cascarino, ondanks dat ze hier vaak naar wordt gevraagd. Haar vader is Italiaans en haar moeder komt uit Guadeloupe.